# 530-as évek
Évszázadok: 5. század – 6. század – 7. század
Évtizedek: 480-as évek – 490-es évek – 500-as évek – 510-es évek – 520-as évek – 530-as évek – 540-es évek – 550-es évek – 560-as évek – 570-es évek – 580-as évek
Évek: 530 531 532 533 534 535 536 537 538 539

## Események
- A Hagia Szophia építése Konstantinápolyban